# Île Heron (Australie)
Pour les articles homonymes, voir Île Héron.
L'Île Heron est une île de 17 ha située au Nord-Est de l'Australie.

## Géographie
L'Île Heron se trouve en plein milieu de la Grande Barrière de corail au Nord-Est de l'Australie. Elle est traversée par le tropique du Capricorne.

## Histoire
Les deux grands explorateurs britanniques James Cook en 1770 et Matthew Flinders en 1802 ne se sont pas arrêtés dans cette île et ne l'ont pas même remarquée, sans doute car ils évitaient la grande barrière de corail. Elle n'a été découverte qu'en 1843 lorsque le HMS Fly y a jeté l'ancre en cherchant un passage au milieu des récifs. Le naturaliste du bateau, Joseph Jukes (en), a baptisé cette île en référence à ce qu'il prenait pour des hérons de récif qui se sont révélés être des aigrettes.

## Zoologie
Cette île présente deux grands intérêts: tout d'abord la présence de décembre à avril de milliers de tortues vertes qui viennent pondre leurs œufs sur ses plages mais aussi, au cours des mois hivernaux entre juillet et août, l'île accueille le passage d'un grand nombre de baleines dans le canal séparant l'île du récif de Wistari. Le banc de corail entouré d'eau accueille également près de 900 sur les 1 500 espèces de poissons et plus de 70 % des variétés de corail que l'on trouve aux abords de la Grande Barrière de corail.

## Galerie

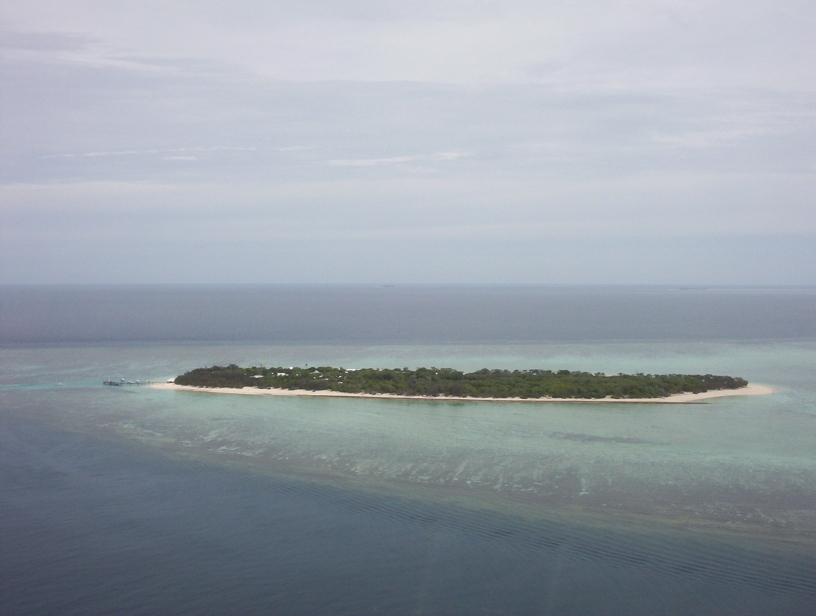
L'île Heron vue d'hélicoptère.
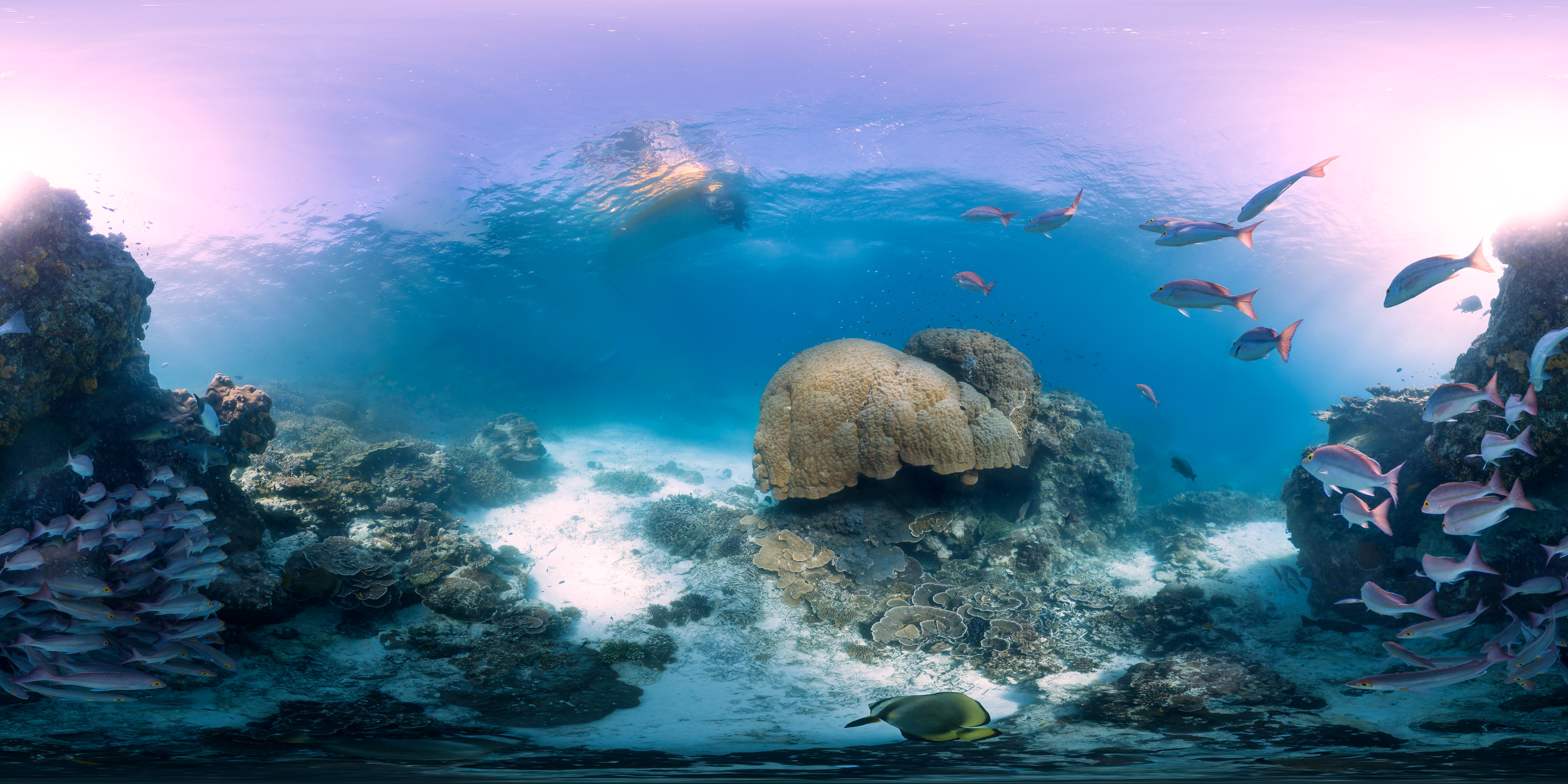
Un panorama à 360 ° du récif corallien près de l'Île Heron dans la Grande Barrière de corail.
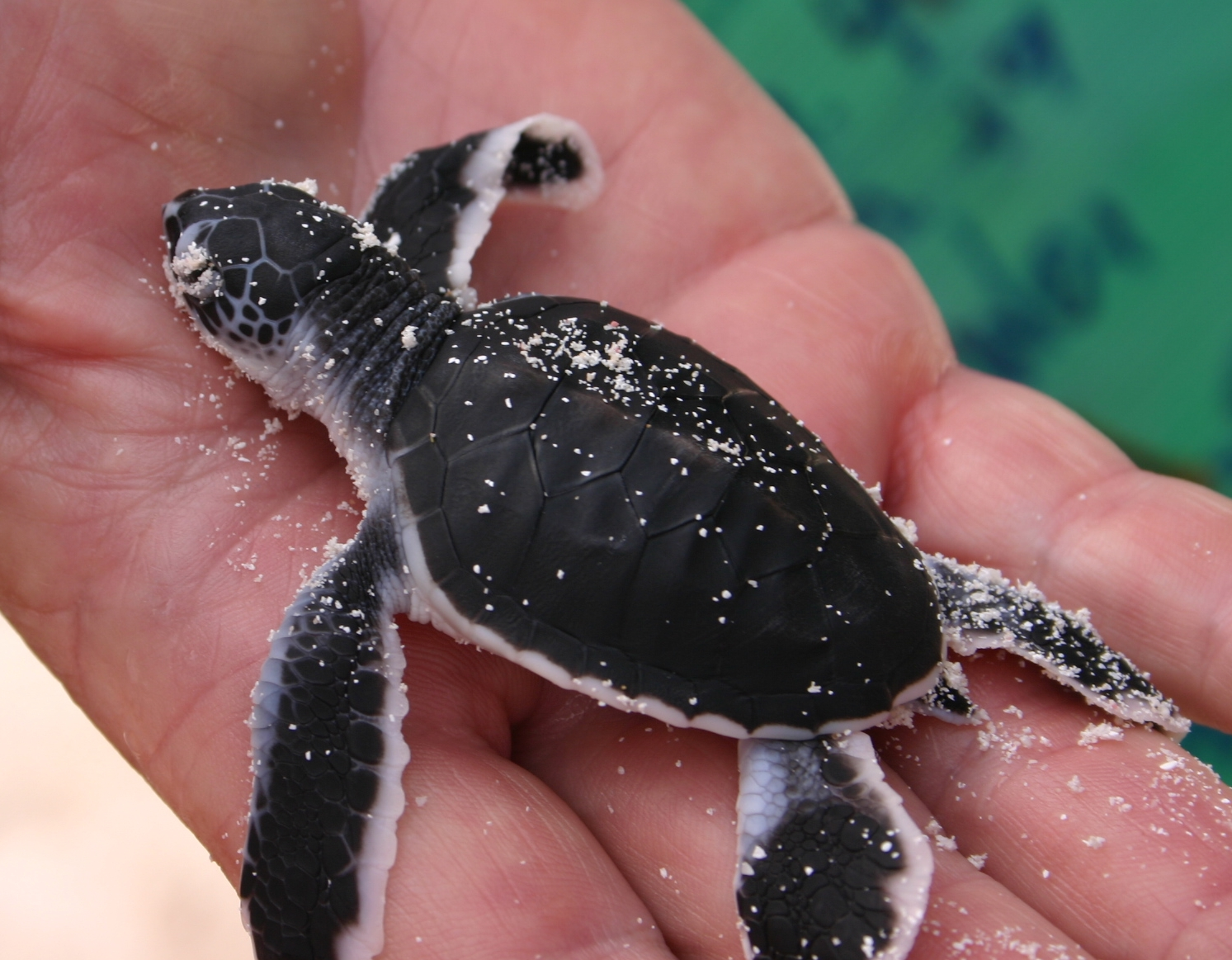
L'Île Heron est aussi célèbre pour être un lieu de naissance pour les tortues vertes.